# Murō Saisei
Murō Saisei (室生 犀星), de son vrai nom Terumichi Murō, né le 1er avril 1889 à Kanazawa au Japon et décédé d'un cancer à l'âge de 72 ans le 26 mars 1962 à Tokyo, est un écrivain et poète japonais.

## Biographie

### Jeunesse et formation
Né en 1889, la mère de Murō, Haru, ne s'est jamais mariée officiellement avec son père, Kobata Yozaemon-kichidane, commandant militaire de bas rang de la famille Kobata. Juste après sa naissance, il est adopté par Akai Hatsu, concubine de Murō Shinjo, prêtre en chef du temple Uho (真言宗寺院雨宝院). Il acquiert le nom de famille Murō à l'âge de sept ans lorsqu'il est adopté officiellement par son beau-père. Il n'a jamais connu ses parents biologiques. Le fait qu'il soit un enfant illégitime aura un impact important sur sa vie et son œuvre. Durant son enfance, il est victime d'humiliation de ses pairs en tant qu'« enfant de la maîtresse ». Il aspire à la même époque à une mère qu'il n'aura jamais. Cela lui donne la contrainte d'avoir des pensées doubles pour sa mère biologique, comme mentionné dans ce passage d'un de ses poèmes :

Né dans le ventre d'une hippu（匹婦 ：femme d'une très basse condition sociale considérée comme stupide et inutile) un jour d'été.

Ce poème de 1943 écrit dans sa 54e année est un exemple de la façon dont il sera hanté tout au long de sa vie.

### Carrière littéraire
En 1902, il quitte la haute école élémentaire de Kanazawa (équivalent aujourd'hui au premier cycle du secondaire) et travaille comme commis au tribunal régional de Kanazawa. Ses employeurs sont alors des lecteurs de haïku, comme Kawagoe Bukotsu (河越風骨) ou Akakura Kinpu (赤倉錦風), qui lui apprennent comment lire et composer ce genre de poème. Après de nombreux envois aux journaux locaux, son premier haïku est publié le 8 octobre 1904 dans la revue « Kitakuni-Shimbun » (この時の号は照文). Il commence également à réaliser des poèmes de style tanka à trente-et-une syllabes.
Il débute en utilisant son nom de plume, Saisei, en 1906. Un pseudonyme choisi pour tenter de rivaliser avec Kokubu Saito, un poète de kanshi (poésie sur un modèle chinois) actif à Kanazawa à la même époque. « Saisei » signifie « ouest de la rivière Sai », un cours d'eau qui se trouve près du lieu où il a grandi. Le temple Uho est situé sur la rive gauche. Enfant, il adorait l'atmosphère auprès de cette rivière et le paysage montagneux à l'horizon. 
En 1913, il est invité par Hakushū Kitahara à participer à son recueil de poèmes Zanboa. À cette occasion, il devient ami avec Sakutarō Hagiwara. En 1916, Saisei et Sakutarō fondent un magazine non officiel intitulé Kanjo (« émotions ») pour publier leurs travaux. Ils continuent d'éditer la revue jusqu'à la 32e édition en 1919. La même année, Saisei  écrit pour Chūōkōron, une revue littéraire renommée. Il réalise quelques romans comme « Enfance » ou « Éveil à la sexualité » et gagne une renommée d'écrivain. Il publie son premier recueil de haïku, Gyomindouhatsu-kushu (『魚眠洞発句集』), en 1929.
Durant les années 1930, il se concentre sur la réalisation de romans et publie « Au revoir poème, je romps avec toi » en 1934 pour faire ses adieux à la poésie, mais il continue en fait à composer beaucoup de poèmes, même après cette annonce publique. En 1935, il reçoit le prix Bungei Konwakai (« groupe de discussion ») pour son roman Ani Imouto (« grand frère et petite sœur »). Il devient ensuite membre du jury du prix Akutagawa (l'un des prix littéraires les plus prestigieux du Japon) jusqu'en 1942. Il reçoit également le prix Kan-Kikuchi en 1941.

## Fin de vie
Après la Seconde Guerre mondiale, Saisei, définitivement établi comme romancier, publie de nombreux titres. Anzukko (« fille-abricot ») sort en 1958. C'est une autobiographie partielle basée sur sa fille Asako. Il reçoit le prix Yomiuri pour cette œuvre. Également en 1958, il reçoit le prix Culture du Mainichi shinbun pour sa critique « Biographie de mon poète bien-aimé ». Pour son roman classique « Réminiscence du journal de l'éphémère » (1959), il reçoit le prix Noma. L'année suivante, il crée le « prix du Poète Saisei Murō » avec l'argent qu'il a reçu du prix précédent. Il meurt d'un cancer en 1962.

## Postérité
La collection complète de ses œuvres est publiée de son vivant (par l'éditeur Hibonkaku, 1936–37, 13 volumes plus 1 ajout) et à titre posthume (par l'éditeur Shinchosha, 1964–68, 12 volumes plus 2 ajouts). Deux éditeurs (Chikuma Shobo et Fuyukisha) ont publié l'intégrale de ses poèmes. Pour ses romans, sa fille Asako Muro a publié « L'histoire complète du royaume de Saisei Murō » (Sakuhinsha).
Tiré de son recueil de petites poésies, son poème le plus connu est :
« Votre maison est là où vont vos souvenirs lorsque vous êtes loin et que vous chantez avec tristesse »
Il n'est jamais retourné dans sa ville natale de Kanazawa après l'arrivée du succès à Tokyo, mais a toujours conservé une image de la rivière Sai. 
En 1947, un monument à la mémoire de Shūsei Tokuda a été érigé au sommet du mont Utatsu, imaginé par Saisei et réalisé par l'architecte Yoshirō Taniguchi.

## Source de la traduction
- (en) Cet article est partiellement ou en totalité issu de l’article de Wikipédia en anglais intitulé « Murō Saisei » (voir la liste des auteurs).